# Мартін Гайнрік
Мартін Тревор Гайнрік (англ. Martin Trevor Heinrich; нар. 17 жовтня 1971, Фолон, Невада) — американський політик-демократ, представляє штат Нью-Мексико у Сенаті США з 2013 року.
Генріх здобув ступінь бакалавра в Університеті Міссурі (1995), а потім додатково навчався в Університеті Нью-Мексико (2001—2002). Він працював інженером і був власником бізнесу, входив до міської ради Альбукерке (2003–2007), був її головою (2005—2006). У лютому 2006 став довіреною особою державних природних ресурсів Нью-Мексико, член Палати представників США (2009—2013).
Одружений, має двох дітей. Є членом Євангелічно-лютеранської церкви в Америці.
У січні 2022 проголосував проти проєкту санкцій для газогону «Північний потік-2» як засобу запобігання російському вторгненню в Україну.